# Mihai Țurcaș
Mihai Țurcaș (* 18. November 1942 in Brașov; † 24. Dezember 2002) war ein rumänischer Kanute.

## Erfolge
Mihai Țurcaș, der für Dinamo Bukarest aktiv war, nahm an den Olympischen Spielen 1964 in Tokio im Vierer-Kajak über die 1000-Meter-Distanz teil. Die Mannschaft, zu der neben Țurcaș noch Atanasie Sciotnic, Simion Cuciuc und Aurel Vernescu gehörten, qualifizierte sich jeweils als Sieger des ersten Vorlaufs und des ersten Halbfinallaufs für den Endlauf. Im Rennen um die Medaillen überquerten sie schließlich nach 3:15,51 Minuten als drittes Boot die Ziellinie, hinter den siegreichen Kanuten aus der Sowjetunion und der gesamtdeutschen Mannschaft, sodass sie die Bronzemedaille gewannen. Bei den Olympischen Spielen 1968 in Mexiko-Stadt gehörte Țurcaș erneut zum rumänischen Aufgebot im Vierer-Kajak. Er ging dabei mit Haralambie Ivanov, Dimitrie Ivanov und Anton Calenic auf der 1000-Meter-Strecke an den Start und schaffte mit ihnen dank zweier Siege im Vor- und im Halbfinallauf erneut den Einzug ins Finale. In diesem überquerten sie nach 3:14,81 Minuten hinter den siegreichen Norwegern und vor der ungarischen Mannschaft als Zweite die Ziellinie und erhielten somit die Silbermedaille.
Bereits 1965 belegte Țurcaș bei den Europameisterschaften in Bukarest mit dem Vierer-Kajak über 1000 Meter den zweiten Platz. 1966 wurde er in Berlin mit dem rumänischen Vierer-Kajak auf der 1000-Meter-Distanz Weltmeister sowie ein Jahr darauf in Duisburg auch Europameister. Einen weiteren Titel gewann er in Duisburg mit der 4-mal-500-Meter-Staffel.
Nach seiner aktiven Karriere wurde er Kanutrainer und trainierte unter anderem von 1990 bis 1992 die rumänische Nationalmannschaft.